# Adimir Antônio Mazali
Adimir Antônio Mazali (ur. 16 maja 1966 w Corbélia) – brazylijski duchowny katolicki, biskup Erexim od 2020.

## Życiorys
5 grudnia 1992 otrzymał święcenia kapłańskie i został inkardynowany do archidiecezji Cascavel. Był m.in. ojcem duchownym w niższym seminarium, rektorem części teologicznej wyższego seminarium, dyrektorem wydziału FAMIPAR w Cascavel oraz proboszczem parafii katedralnej.
15 kwietnia 2020 papież Franciszek mianował go biskupem diecezji Erexim. Sakry udzielił mu 20 czerwca 2020 arcybiskup Mauro Aparecido dos Santos.